# Erchie (Maiori)
Erchie è un borgo marinaro di circa 100 abitanti  situato sulla Costiera amalfitana. È frazione del comune di Maiori, in provincia di Salerno.

## Geografia fisica
Il paese si affaccia sul Tirreno tra i paesi di Cetara (1,7 km a est) e Maiori (8,5 km a ovest). Morfologicamente il paese si configura come un anfiteatro sul mare, circondato dai monti Lattari. L'area abitata è collegata con la strada statale 163 Amalfitana attraverso l'unica strada di accesso al paese (SP 156). La spiaggia è limitata a est da un'antica torre saracena e ad ovest dalla cava ex Italsider, nel cui interno ci sono i ruderi di un'altra torre saracena. La torre a est è denominata Torre La Cerniola; si affaccia anche su un'altra caletta che fino ai primi anni 1970 era raggiungibile anche da terra attraverso un passaggio chiamato dai locali "il buco", una sorta di breve grotta che metteva in comunicazione le due spiagge e attualmente chiuso. Ad ovest vi è un'altra torre, denominata "Tummolo".

## Economia

### Turismo
Come gli altri paesi della Costiera amalfitana, Erchie è ambita meta turistica.
Il villaggio di Erchie è incastonato in una vallata isolata che si apre sulla spiaggia. Il cuore del borgo è la spiaggia principale, circondata da pareti rocciose ricoperte di rigogliosa vegetazione mediterranea, con piccole case costruite sui pendii. Molte spiagge e calette dove fare il bagno, tuffarsi o prendere il sole, sono nascoste lungo la costa e sono raggiungibili solo in barca. 
Al centro del paese è possibile trovare la chiesa parrocchiale (ex-abbazia benedettina) dedicata alla B.V. Maria Assunta rappresentata da una statua lignea realizzata a Ortisei (1968 ca).
Erchie è ben collegato al comune di Cetara da un servizio navetta a chiamata.
Nel 2023 ha chiesto l'annessione al comune di Cetara. 

## Galleria d'immagini

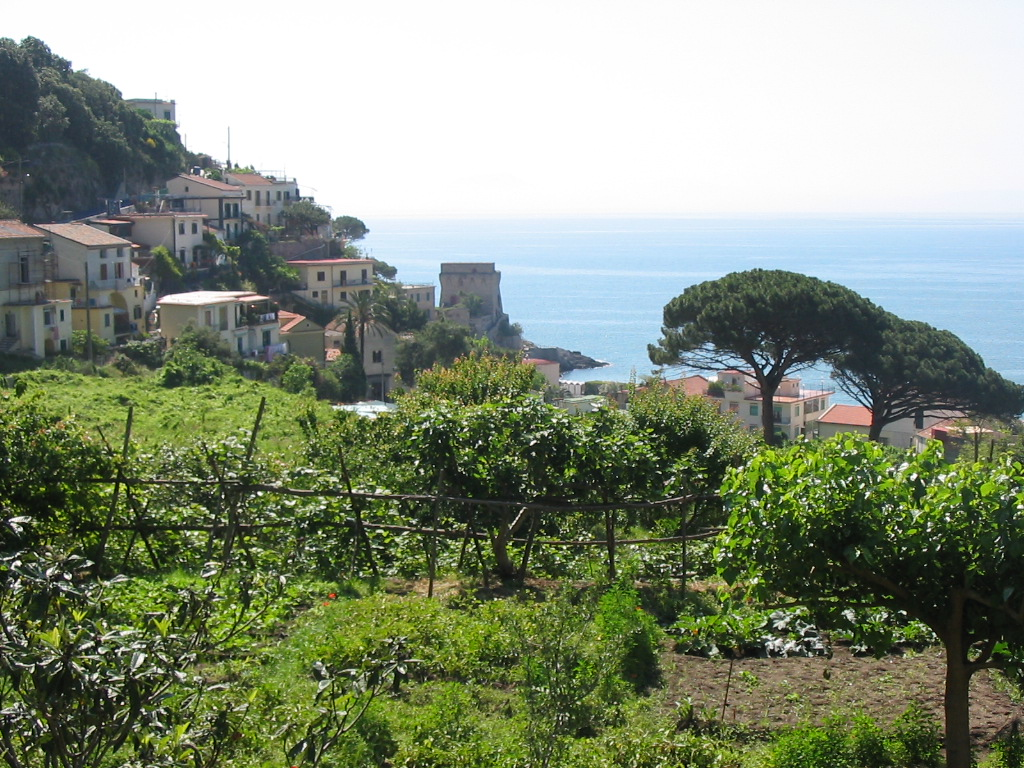
Panorama di Erchie
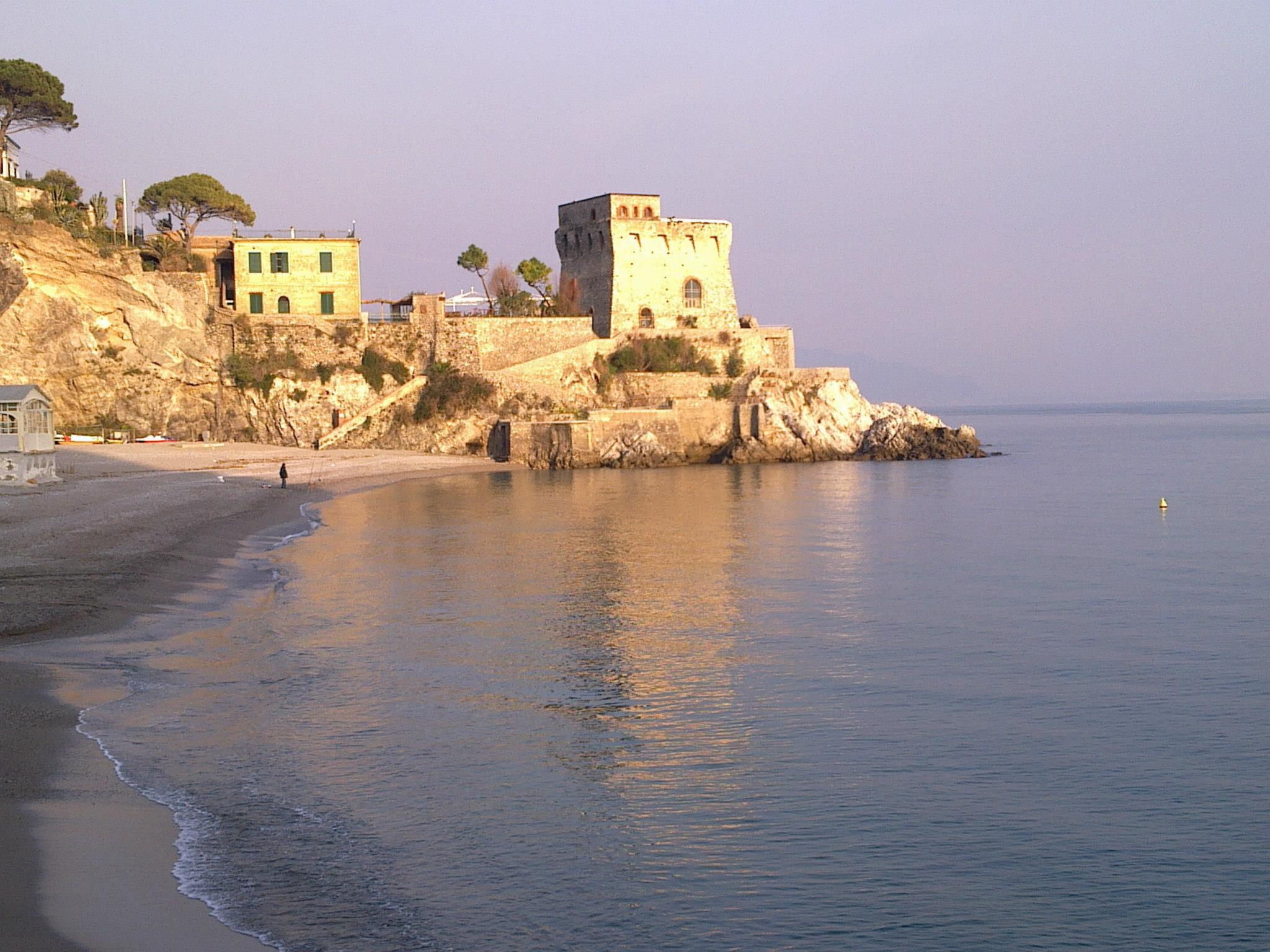
Spiaggia e torre di Erchie in inverno
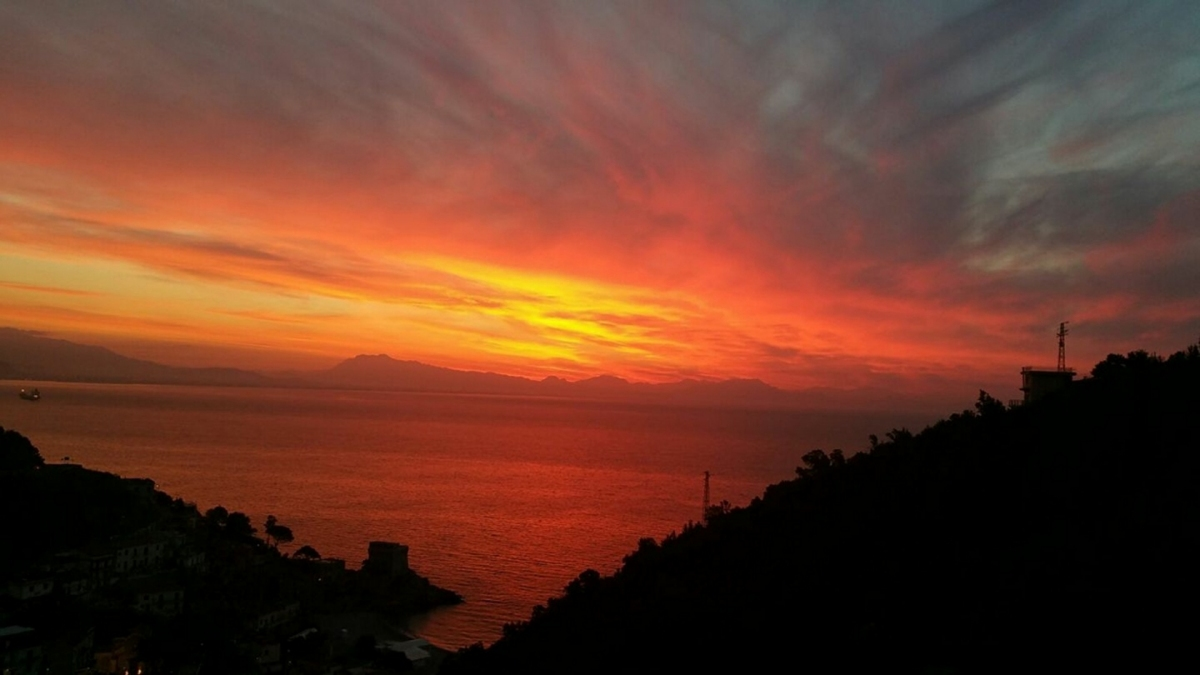
Il sole sorge dietro i monti del Cilento riflettendo i suoi raggi sul mare di Erchie
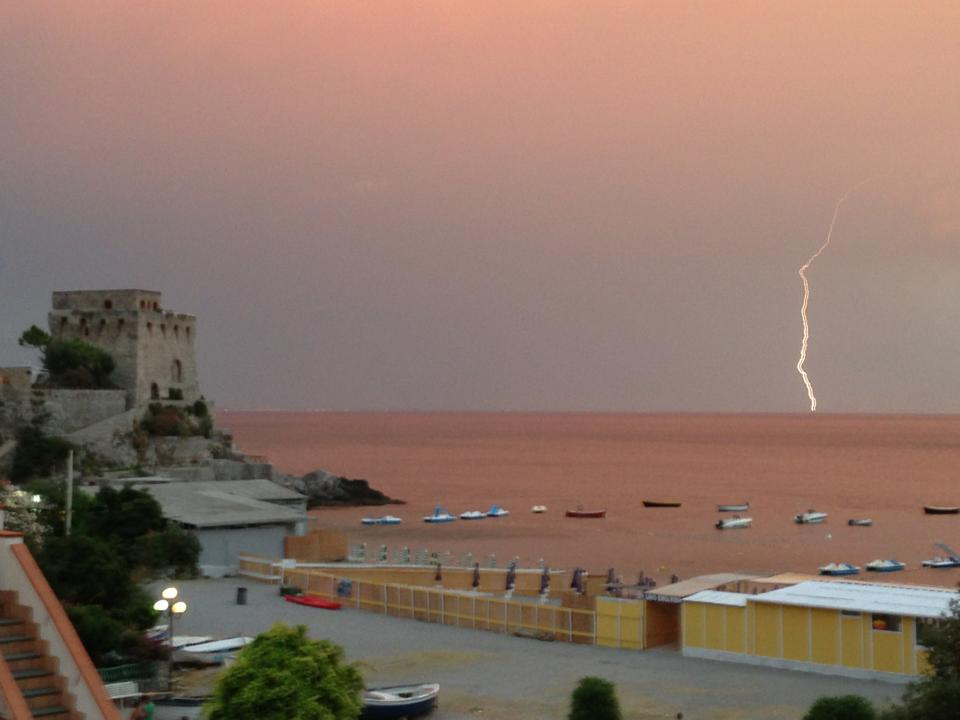
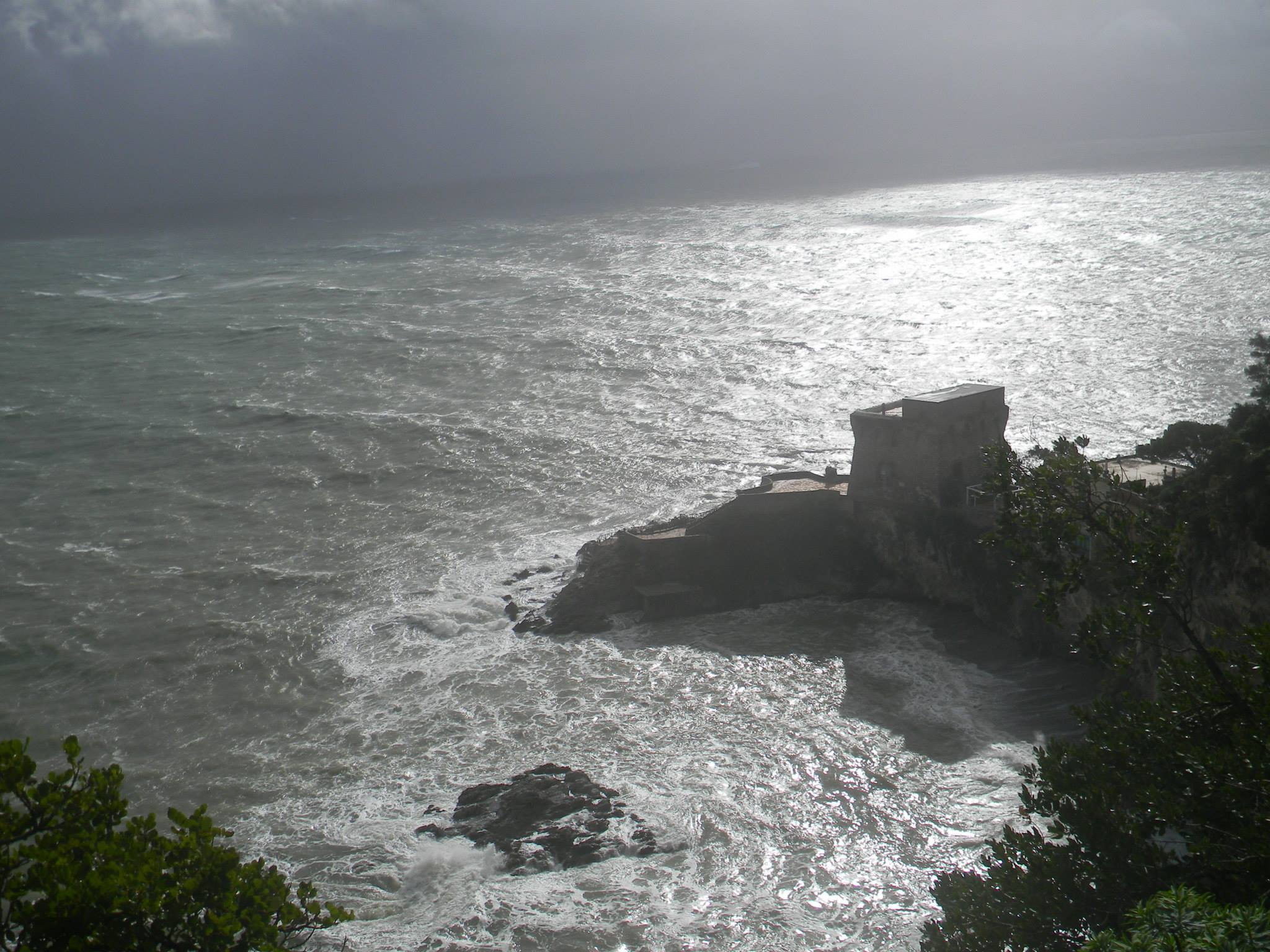
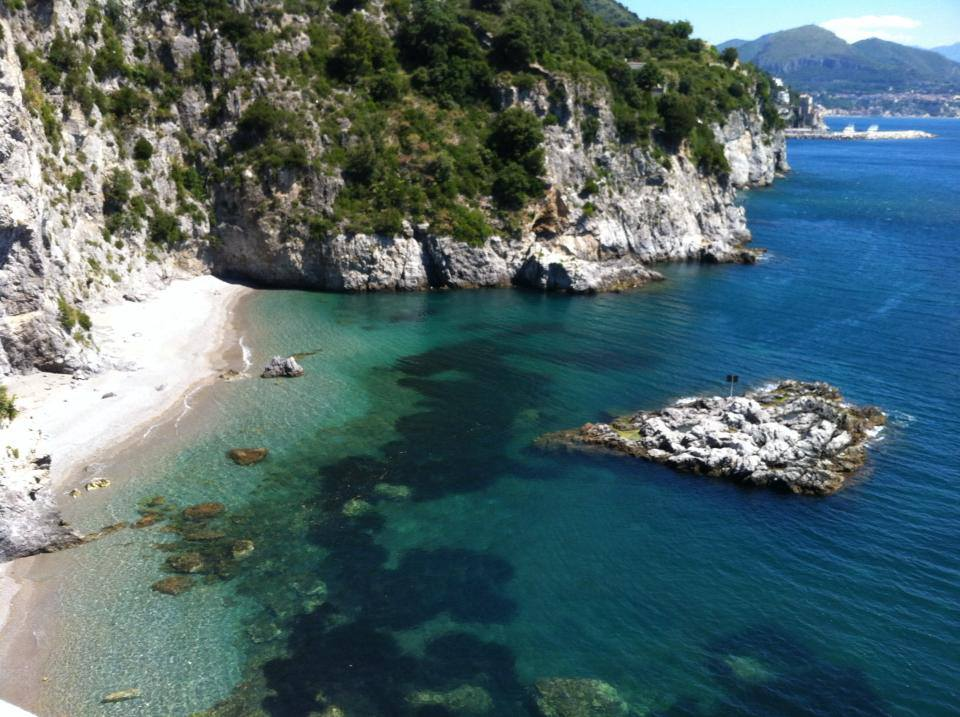